# Kratt
Pour les articles homonymes, voir Kratt (homonymie).

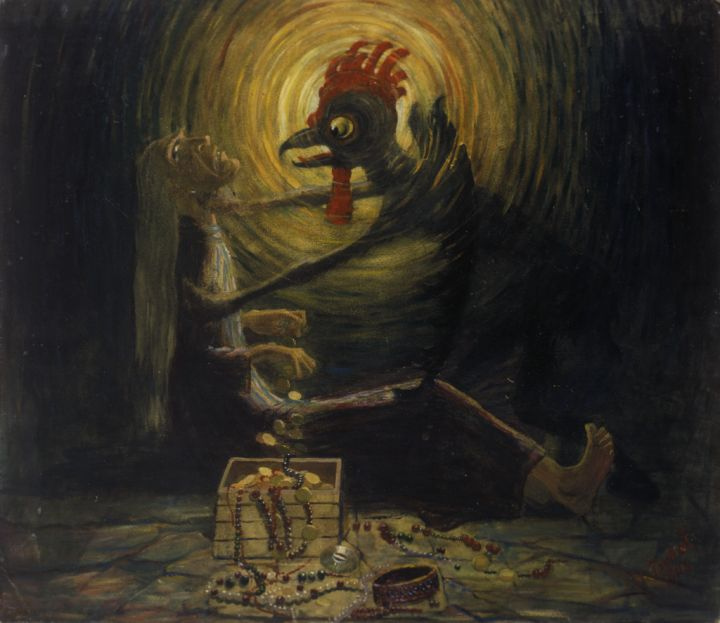
Kratt (Aleksander Promet, 1906).

Le kratt (ou kratid au pluriel ; également pisuhänd, puuk, tulihänd, vedaja) est une créature magique de la mythologie estonienne ancienne, un porteur de trésors et travailleur forcené.
Il est créé à partir de foin ou de vieux ustensiles ménagers par son maître, qui doit ensuite lui donner trois gouttes de sang pour lui donner vie après avoir passé un pacte avec le diable.
Le kratt est conçu et construit pour faire tout ce que le maître lui ordonne de faire et est principalement utilisé pour voler et apporter divers biens à son propriétaire. On disait qu'il est capable de voler. 
Un aspect intéressant du kratt est qu'il est nécessaire qu'il continue à fonctionner en permanence, sinon il devient dangereux pour son propriétaire. Une fois que le kratt n'a plus de tâches importantes à réaliser pour son maître, celui-ci demande à la créature de faire des choses impossibles comme construire une échelle à partir de pain, comme le montre Rehepapp (The Old Barny) d'Andrus Kivirähk. D'autres sources proposent également de demander au kratt de transporter de l'eau avec un tamis afin de le détruire, mais cela prendrait trop de temps, en plus de produire une fumée nauséabonde. 
Les tâches impossibles prennent tellement de temps à accomplir que le kratt, qui est fait de foin et de matériaux inflammables, prend feu et brûle en morceaux, résolvant ainsi le problème de savoir comment se débarrasser de la créature problématique.
En astronomie populaire, on pensait qu'un bolide était un kratt à qui l'on avait confié une tâche impossible. On pensait que le kratt enragé prenait feu et brûlait comme une boule de feu.

## Apparitions dans l'art et la culture
Le kratt apparaît notamment dans les œuvres d'Andrus Kivirähk, un auteur estonien dont l'œuvre s'inspire souvent de la mythologie estonienne et la présente de manière humoristique et féerique. Son livre Rehepapp ehk November (Old Barny alias November) suggère que les Estoniens auraient pu utiliser des baies de cassis au lieu du sang pour tromper le kratt et sauver leurs âmes des affres de l'enfer.
Le compositeur et chef d'orchestre estonien Eduard Tubin (1905-1982) écrit un ballet intitulé Kratt, entièrement basé sur des airs folkloriques. C'est le premier ballet estonien jamais créé. Il pose des questions philosophiques comme : « L'argent apporte-t-il le bonheur ? », « Comment la damnation peut-elle naître de la cupidité ? », et « Y aura-t-il une place pour l'amour dans un monde qui accorde une si grande valeur aux biens matériels ? ». 
Le film November (sorti en 2017), basé sur le livre de Kivirähk, présente le kratt et d'autres éléments du folklore estonien, notamment la double vie des saunas et de leurs occupants.

## Utilisation moderne
Le gouvernment estonien ayant vu une similitude entre kratts et intelligence artificielle a utilisé cette légende comme métaphore de l'IA et de ses complexités. Ainsi, la loi sur la responsabilité algorithmique est surnommée la « loi kratt ».  